# Sophronica paraflavipennis
Sophronica paraflavipennis là một loài bọ cánh cứng trong họ Cerambycidae.